# Josef Javůrek
Josef Javůrek (ur. 19 maja 1876 w Egerze,  zm. 20 października 1942) – szermierz reprezentujący Bohemię oraz Czechosłowację, uczestnik igrzysk w Sztokholmie w 1912 roku, igrzysk w Antwerpii w 1920 roku oraz igrzysk w Paryżu w 1924 roku na których startował we florecie, szpadzie i szabli, zarówno indywidualnie jak i drużynowo.

## Występy na igrzyskach

### Turnieje indywidualne
| Igrzyska | Konkurencja | Runda I         | Ćwierćfinał     | Półfinał        | Finał           | Finał           |
| Igrzyska | Konkurencja | Walki przegrane | Walki przegrane | Walki przegrane | Walki przegrane | Miejsce         |
| -------- | ----------- | --------------- | --------------- | --------------- | --------------- | --------------- |
| LIO 1912 | Floret      | 3               | → Nie awansował | → Nie awansował | → Nie awansował | → Nie awansował |
| LIO 1912 | Szpada      | 3               | → Nie awansował | → Nie awansował | → Nie awansował | → Nie awansował |
| LIO 1912 | Szabla      | 3               | → Nie awansował | → Nie awansował | → Nie awansował | → Nie awansował |
| LIO 1920 | Floret      |                 | 5               | → Nie awansował | → Nie awansował | → Nie awansował |
| LIO 1920 | Szpada      | 7               | → Nie awansował | → Nie awansował | → Nie awansował | → Nie awansował |
| LIO 1920 | Szabla      |                 | 3 Q             | 3               | → Nie awansował | → Nie awansował |
| LIO 1924 | Floret      | 3               | → Nie awansował | → Nie awansował | → Nie awansował | → Nie awansował |
| LIO 1924 | Szpada      | 8               | → Nie awansował | → Nie awansował | → Nie awansował | → Nie awansował |

### Turnieje drużynowe
| Igrzyska | Konkurencja | Pozostali członkowie drużyny                                  | Ćwierćfinał | Ćwierćfinał | Półfinał                                                                   | Półfinał | Finał | Finał            |
| Igrzyska | Konkurencja | Pozostali członkowie drużyny                                  | Przeciwnik  | Miejsce     | Przeciwnik                                                                 | Miejsce  | Przeciwnik | Miejsce          |
| -------- | ----------- | ------------------------------------------------------------- | ----------- | ----------- | -------------------------------------------------------------------------- | -------- | --- | ---------------- |
| LIO 1920 | Floret      | František Dvořák Antonín Mikala Josef Jungmann Vilém Tvrzský  |             |             | Wielka Brytania 0:1 · Dania 0:1 · Belgia 0:1 · Włochy 0:1                  | 5        | → Nie awansowali                                                                                               | → Nie awansowali |
| LIO 1920 | Szpada      | Otakar Švorčík Jan Černohorský Josef Jungmann Zdeněk Vávra    |             |             | Wielka Brytania 0:1 · Francja 0:1 · Szwajcaria 0:1 · Stany Zjednoczone 0:1 | 5        | → Nie awansowali                                                                                               | → Nie awansowali |
| LIO 1920 | Szabla      | Otakar Švorčík František Dvořák Antonín Mikala Josef Jungmann |             |             |                                                                            |          | Wielka Brytania 0:1 · Francja 0:1 · Włochy 0:1 · Holandia 0:1 · Belgia 0:1 · Stany Zjednoczone 0:1 · Dania 0:1 | 8                |